# Protostropharia semiglobata
Protostropharia semiglobata, trong tiếng Anh thường được gọi là nấm đầu tròn phân, nấm halfglobe, hoặc nấm stropharia bán cầu, là một loại nấm tán trong họ Strophariaceae. Đây là một loài nấm phổ biến và phân bố toàn cầu, nó mọc trên phân của động vật ăn cỏ hoang dã và thuần hoá khác nhau. Loài nấm này có màu từ vàng rơm đến nâu da bò với kích thước 1–4 cm, lá tia hơi xám trở thành màu nâu sẫm khi già đi, và một gốc mảnh mượt kích thước 3–12 cm dài với một vòng xuyến mỏng manh.